# Oriol Puig Taulé
Oriol Puig Taulé (Sabadell, 1980) és un crític i cronista català d'arts escèniques llicenciat en Història de l'art. Posteriorment cursà un Màster en Estudis Teatrals a la Universitat Autònoma de Barcelona.
Ha feinejat en diferents camps de la creació escènica a Sabadell, Barcelona i Berlín, ciutat on va viure entre el 2007 i el 2011, mentre treballava a dos dels teatres de més renom d’Alemanya: la Volksbühne i la Schaubühne am Lehniner Platz.
Fou secretari de Ricard Salvat i s'inicià en la crítica escènica a través de la desapareguda revista Assaig de Teatre impulsada pel mateix Salvat des de l'Associació d’Investigació i Experimentació Teatral de la Universitat de Barcelona. També ha col·laborat durant anys amb la Sala Beckett, realitzant entrevistes i reportatges sobre els dramaturgs que hi estrenen peces durant la seva temporada regular o que participen en els seus cursos de formació.
Actualment és el cap de la secció d'arts escèniques del digital de cultura Núvol i cobreix la cartellera de Barcelona a Babelia, el suplement cultural d'El País. També ha col·laborat amb revistes de prestigi com Serra d’Or o Barcelona Metròpolis, entre d'altres. En l'àmbit audiovisual, és col·laborador habitual de teatre a Rac1 i Cadena SER, en programes com Vostè primer, presentat per Marc Giró, i Tot és Comèdia, presentat per Màxim Castillo, i al programa Connecticat de la Xarxa de Televisions Locals, presentat per Jèssica del Moral.